# Stigmatomma caliginosum

Stigmatomma caliginosum  (лат.) — вид мелких земляных муравьёв из подсемейства Amblyoponinae. Восточная Азия: Япония.

## Описание
Мелкие муравьи (длина тела около 5 мм). От близких видов (например, Stigmatomma sakaii) отличаются 5 мелкими зубчиками по переднему краю клипеуса и округлыми углами проподеума и узелка петиоля. Глаза мелкие. Усики короткие, 11-члениковые. Мандибулы длинные, узкие, жало хорошо развито. Стебелёк между грудкой и брюшком состоит из одного узловидного членика (петиоль) широко прикреплённого к брюшку. Вид был впервые описан в 1999 году японским мирмекологами К.Оноямой (Onoyama, K., Япония) под первоначальным названием Amblyopone caliginosa. В 2015 году включался в род Bannapone. С 2016 года в составе рода Stigmatomma.